# Оптическое датирование
Опти́ческое дати́рование  — физический метод датирования, основанный на определении момента времени, когда минерал в последний раз находился на свету. Используется в геологии и археологии. Есть два метода — опти́чески стимули́руемое люминесце́нтное дати́рование (ОСЛ-датирование) и фотолюминесце́нтное дати́рование (ФЛ-датирование).
Типичный диапазон определяемых возрастов — от нескольких сотен до 100 000 лет (четвертичный период). Возрасты вне этого диапазона также могут быть определены, но с меньшей надёжностью. Погрешность определения возраста при оптимальных условиях составляет около 5%. Критический момент в оптическом методе датирования — было ли достаточным экспонирование дневным светом минеральных гранул прежде, чем они были засыпаны. Эоловые отложения, лёссы, аллювий, озёрные отложения, а также некоторые подтипы делювиальных отложений удовлетворяют этому критерию.

## История
Оптическое датирование было изобретено Дэвидом Хантли и коллегами в 1984 году на физическом факультете Университета Саймона Фрейзера в Британской Колумбии (Канада). Метод вскоре стал использоваться лабораторией Мартина Эйткена в Оксфорде (Англия), но в течение многих лет применялся только этими двумя группами. Теперь во всём мире существуют многочисленные лаборатории, использующие оптическое датирование, хотя большинство из них находятся в Европе.

## Физические принципы
Все минералы содержат следовые количества радиоактивных элементов, включая уран, торий, рубидий и калий. Они медленно распадаются в течение долгого времени, и испускаемое ими ионизирующее излучение поглощается другими элементами почвенных отложений, в частности, кварцем и полевым шпатом. Возникающие радиационные повреждения сохраняются в виде дефектов кристаллической решётки, которые являются акцепторными электронными ловушками. Если облучить образец синим, зелёным или инфракрасным светом, кристалл будет люминесцировать, поскольку сохранённая в дефектах энергия будет высвобождаться в виде света. Интенсивность люминесценции изменяется в зависимости от поглощённой дозы радиации, накопленной в течение времени, пока образец находился в темноте. Радиационные повреждения накапливаются со скоростью, определяемой количеством радиоактивных элементов в образце. Экспозиция дневным светом сбрасывает накопленную в дефектах решётки энергию, и таким образом можно определить время, в течение которого образец находился в темноте.
Оптическое датирование — один из нескольких методов, в которых возраст вычисляется как отношение полной поглощённой дозы излучения к мощности поглощённой дозы. Мощность поглощённой дозы определяется по содержанию радиоактивных элементов (K, U, Th и Rb) в образце и его окружении и мощности дозы от космических лучей. Мощность дозы находится обычно в диапазоне 0,5—5 грей/1000 лет. Полная поглощённая доза радиации определяется путём возбуждения светом определённых минералов образца (обычно кварц или полевой шпат) и измерения испускаемого в результате света. Фотоны испускаемого света должны иметь более высокие энергии, чем возбуждающие фотоны, чтобы избежать фона от обычной фотолюминесценции. Возраст образца, в котором минеральные гранулы были экспонированы дневным светом в течение хотя бы нескольких секунд, сбрасывается в ноль; при возбуждении светом он уже не будет испускать никаких фотонов такого рода. Чем старше образец, тем больше света он испускает.

## Минералы
Измеряемые минералы — это обычно кварц или полевой шпат с гранулами размера песчинок, либо неразделённые гранулы размера пылинок. У обоих вариантов есть преимущества и недостатки. Для кварца обычно используется синий или зелёный возбуждающий свет и измеряется эмиссия в близком ультрафиолете. Для полевого шпата или пылевидных гранул обычно используется возбуждение в ближнем инфракрасном спектре и измеряется фиолетовая эмиссия.